# قبوستان
قُبوستان (به لاتین: Qobustan) یک منطقهٔ مسکونی در جمهوری آذربایجان است که در شهرستان قبوستان واقع شده‌است. قبوستان ۳٬۹۴۵ نفر جمعیت دارد.

## تاریخچه
این شهر تا سال ۲۰۰۹ میلادی مَرَزه (Mərəzə) نام داشت.